# Rhopalophorella fasciata
Rhopalophorella fasciata is een keversoort uit de familie boktorren (Cerambycidae). De wetenschappelijke naam van de soort is voor het eerst geldig gepubliceerd in 1873 door LeConte.